# Kokrháč (přírodní památka)
Kokrháč je přírodní památka v Krušných horách. Nachází se v Prunéřovském údolí asi jeden kilometr jihozápadně od vsi Místo v okrese Chomutov. Důvodem ochrany území je ukázka selektivního zvětrávání ortorul s reliktním borem a výskytem medvědice lékařské.

## Historie
Okolí Místa patřilo od středověku k menším hornickým střediskům lokálního významu v Krušných horách. Počátky těžby surovin spadají do patnáctého století, ale z raných dob zdejšího dolování se dochovalo jen málo informací. Doly na stříbro se údajně nacházely západně od Místa. Pokusně byly bez úspěchu obnovovány ještě v osmnáctém a devatenáctém století. V širším okolí se těžily také rudy železa v podobě křemenných žil s hematitem. Po druhé světové válce se v Prunéřovském údolí západně od Hasištejna zkoumala ložiska fluoritu.

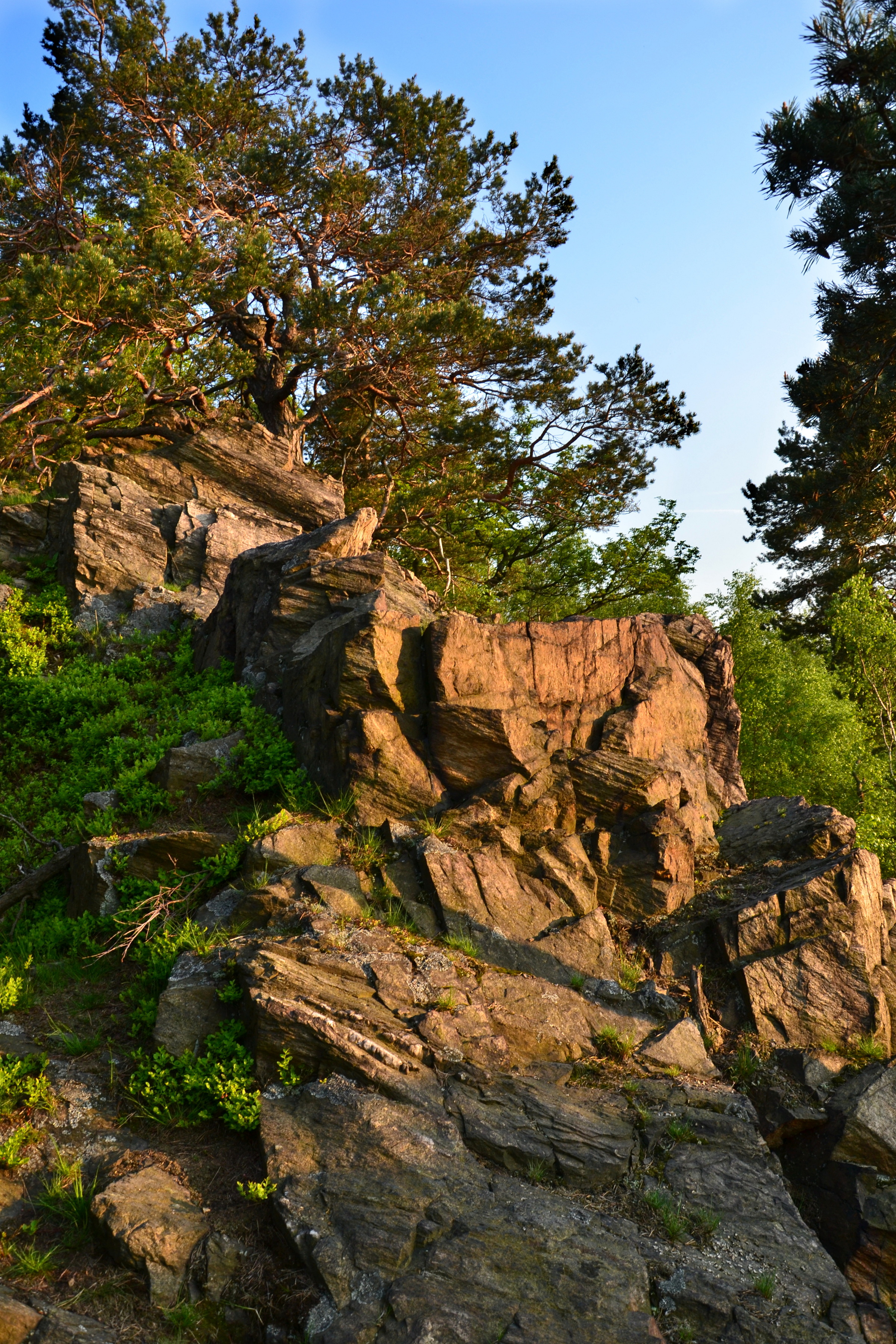
Část skalního hřebenu s porostem borovice

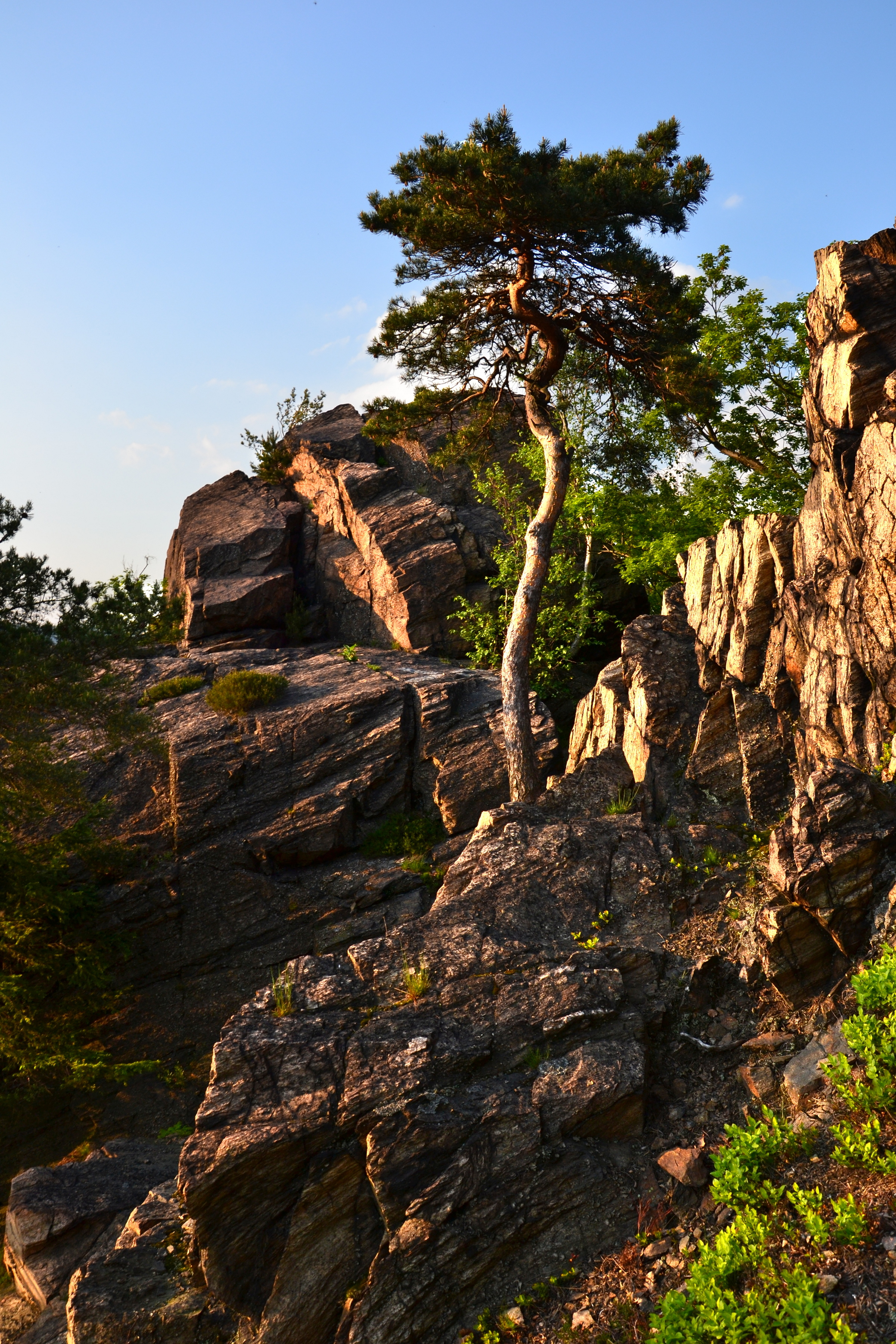
Vrcholová skála

Chráněné území vyhlásil okresní národní výbor v Chomutově dne 22. listopadu 1990 jako chráněný přírodní výtvor. Přírodní památka je v Ústředním seznamu ochrany přírody evidována pod číslem 1508. Spravuje ji Krajský úřad Ústeckého kraje.

## Přírodní poměry
Přírodní památka s rozlohou 9,24 hektarů leží nadmořské výšce 450–640 metrů. Nachází se u severní hranice katastrálního území Prunéřov, které patří k městu Kadaň. Území je součástí evropsky významné lokality Kokrháč – Hasištejn s celkovou rozlohou 168 hektarů a nachází se v přírodním parku Údolí Prunéřovského potoka.

### Geologie, geomorfologie, půdy
Geologické podloží tvoří drobně až středně zrnité muskovitické až dvojslídné ortoruly až migmatity ze svrchního proterozoika až spodního paleozoika. Ortorula na Kokrháči se svou načervenalou barvou patří do skupiny červených rul krušnohorského krystalinika.

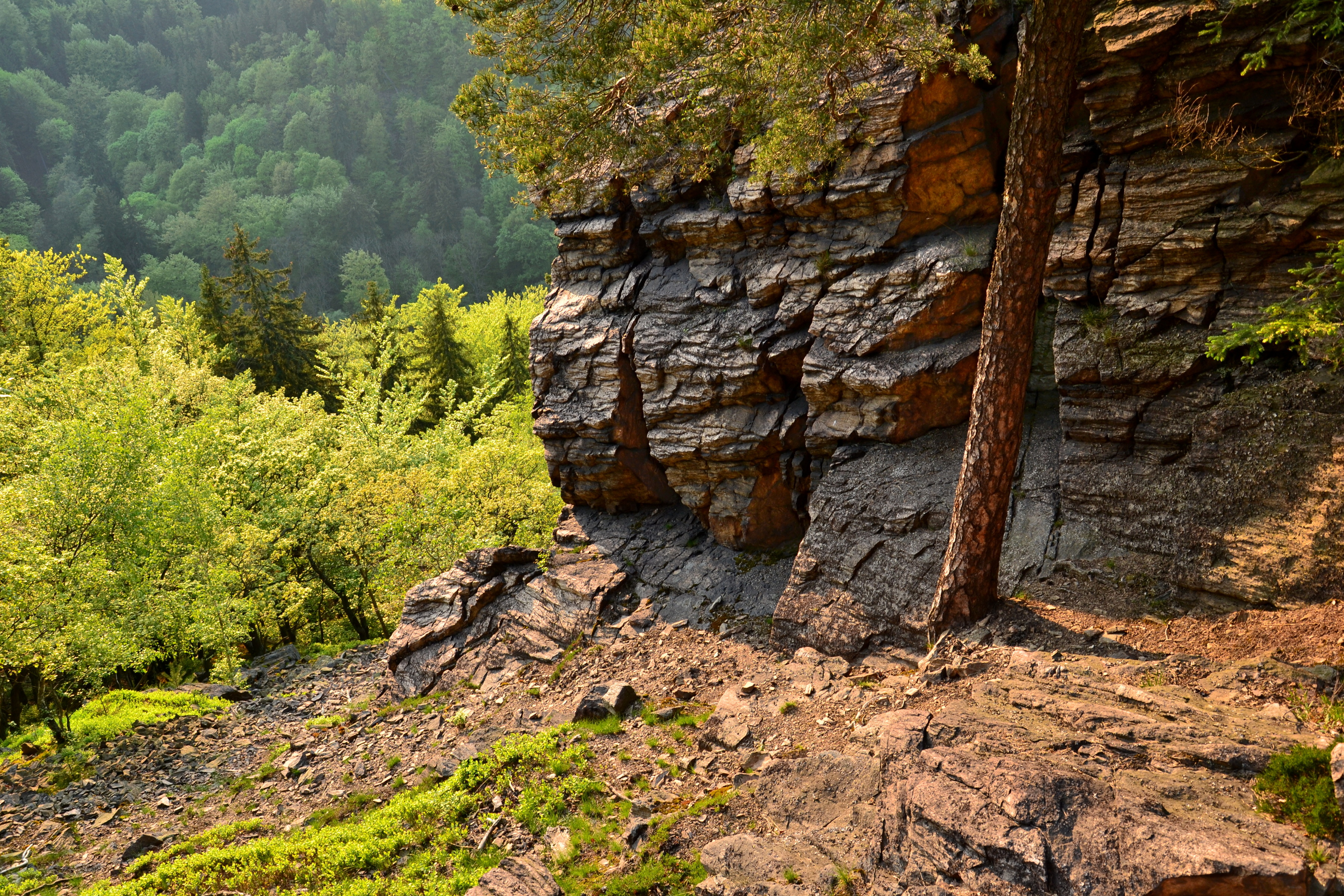
Úpatí vrcholové skály s kamenitou sutí

Z geomorfologického hlediska území leží v Krušných horách, v podcelku Loučenská hornatina a okrsku Bolebořská vrchovina. Nachází se na strmém svahu Prunéřovského údolí, na kterém vodní eroze a mrazové zvětrávání vymodelovaly stupňovitě rozčleněný hřeben tvořený odolnějšími horninami. Svah údolí je pod skalními útvary pokrytý sutí a kamenitohlinitými sedimenty. Nejvyšší bod chráněného území se nachází na severní straně protáhlého výběžku Volyňského vrchu, který je s nadmořskou výškou 727 metrů nejvyšším bodem v okolí. Na mělkých svahovinách se vyvinul půdní pokryv tvořený kambizemí dystrickou.

### Hydrologie, podnebí
Celé údolí odvodňuje Prunéřovský potok, jehož koryto tvoří severní a severozápadní hranici přírodní památky a který se u Kadaně vlévá do vodní nádrže Kadaň na řece Ohři. V rámci Quittovy klasifikace podnebí se chráněné území nachází v mírně teplé oblasti MT4, pro kterou jsou typické průměrné teploty −2 až −3 °C v lednu a 16–17 °C v červenci. Roční úhrn srážek dosahuje 500–750 milimetrů.

### Flóra a fauna
Svah údolí porůstá hospodářský les s převahou druhotně rozšířeného smrku. V okolí skalních útvarů se ostrůvkovitě vyskytují reliktní bory s vtroušeným dubem (Quercus) a bukem (Fagus), ve kterých roste silně ohrožená medvědice lékařská (Arctostaphylos uva-ursi). Zvířena je zastoupena běžnými lesními druhy a z ochranářského hlediska nemá zvláštní význam.